# 해외문학파
해외문학파(海外文學派)는 일제강점기에 잡지 《해외문학(海外文學》을 중심으로 외국문학에 대한 이론 및 작품의 번역 및 소개에 힘쓰던 시인들을 말한다.
프로문학 전성기에 이에 대한 문학사적인 반동으로 등장하여 신흥문학운동을 전개한 동인들이다. 1927년 도쿄에서 주로 외국 문학도들이 모여 해외문학연구회(海外文學硏究會)라는 동인회를 구성하고, 그 기관지 《해외문학》을 창간, 2호까지 냈다.
활약한 동인들은 김진섭, 이헌구, 정인섭, 이하윤, 함대훈, 서항석, 김광섭, 손우성(孫宇聲) 등으로 그들은 주로 외국문학에 대한 이론 및 작품의 번역·소개에 주력하였다. 그들은 새로운 외국 문학의 동향을 알리고 작품의 번역을 통해 새로운 문단의 조류로서 해외문학의 이식에 진지한 노력을 기울였다.
1930년 무렵 프로문학이 고조(高潮)에 달하였을 무렵부터는 이에 대한 비판과 논쟁이 전개되었고, 외국문학의 조류를 도입, 신흥문학운동을 주장하자 세칭 ‘해외문학파’라는 이름으로 불리었다. 1931-1932년은 카프와 해외문학파의 논쟁으로 문단의 주목을 끌었는데, 이헌구가 〈조선에 있어서 해외문학인의 임무와 장래〉(1932)에서 카프파를 비판한 것이 대표적인 것이다. 그 뒤 1931년 해외문학파가 중심이 되는 신극연구단체인 극예술연구회를 조직, 신극운동에 청신한 기풍을 불어넣었다.

## 같이 보기
- 시문학파
- 극예술연구회